# Barnstorfer Wald (Wolfsburg)
Der Barnstorfer Wald ist ein Naturschutzgebiet in der niedersächsischen Stadt Wolfsburg.
Das Naturschutzgebiet mit dem Kennzeichen NSG BR 154 ist etwa 522 Hektar groß. Im Süden grenzt es an das Naturschutzgebiet „Talniederung im Barnstorfer Wald“. Das Gebiet steht seit dem 20. Januar 2018 unter Naturschutz. Zuständige untere Naturschutzbehörde ist die Stadt Wolfsburg.
Das Naturschutzgebiet liegt südöstlich von Wolfsburg. Es stellt den Barnstorfer Wald, einen Laub- und Mischwald auf sanft-welligem Gebiet unter Schutz. Die Waldgesellschaften werden von naturnahen Buchen-, Eichen-Hainbuchen- und Eichen-Birkenwäldern auf trocken bis feuchten Standorten sowie Erlen- und Erlen-Eschenwäldern auf feuchten bis nassen Standorten gebildet. Dazu gesellen sich Kiefern-, Fichten-, Lärchen-, Douglasien- und Hybridpappelbestände. Die Nadelholzbestände sollen langfristig in Laubholzbestände überführt werden. Die Wälder mit eichenreichen Altholzbeständen und einen hohen Anteil an liegendem und stehendem Totholz verfügen über eine artenreiche Strauch- und Krautschicht. Stellenweise sind Lichtungen in die Wälder eingebettet. Im Barnstorfer Wald finden sich Quellbereiche und kleine Bachläufe mit schmalen Talniederungen, außerdem Feuchtgebiete mit Stillgewässern, Sümpfen, Röhrichten, Uferstaudenfluren, Feuchtgebüsche und Bruchwaldresten. Die Bachläufe sind naturnah mit natürlicher Abflussdynamik. Sie verfügen über eine strukturreiche Gewässersohle und bilden Gumpen bzw. Auskolkungen.
Das Gebiet ist mit seinen unterschiedlichen Biotopen Lebensraum u. a. von Rothirsch, Wildkatze, Schwarzstorch, Kranich, Mittelspecht, Grauspecht, Pirol, Nachtigall, Grauschnäpper, Feuersalamander, Ringelnatter, Kammmolch, Moorfrosch, Grasfrosch und Sumpfschrecke. Der Feuersalamander lebt hier in einer seiner größten Populationen in Niedersachsen.
Im Norden quert eine Verbindungsstraße zwischen Barnstorf und Waldhof das Schutzgebiet. Ansonsten ist es von Forstwegen durchzogen, die auch für die Naherholung genutzt werden können. Teile des Schutzgebietes sind von Mitte Februar bis Mitte August zum Schutz der teilweise empfindlichen Tierwelt vor Störungen gesperrt.
Das Naturschutzgebiet geht im Westen, im Südosten und im Süden in weitere Wälder über. Ansonsten grenzt es an landwirtschaftliche Nutzflächen. Im Norden grenzt es stellenweise an Barnstorf bzw. Waldhof.